# Langheim (Gemarkung)

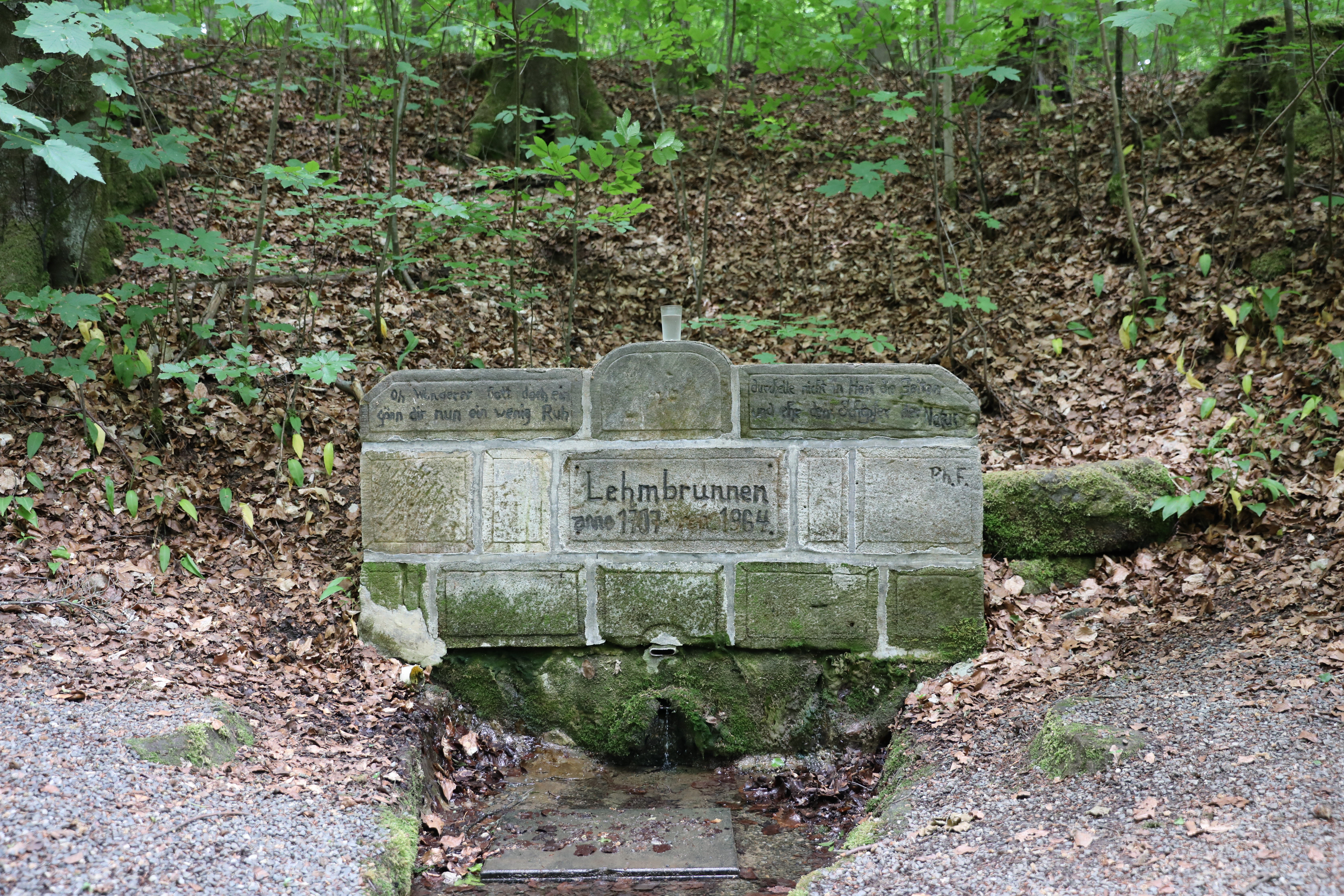
Lehmbrunnen im Forst Spendweg

Langheim ist eine Gemarkung im Landkreis Lichtenfels. Sie liegt vollständig auf Gebiet der Stadt Lichtenfels, ist unbewohnt, weitgehend bewaldet und besteht aus fünf nicht zusammenhängenden Teilen sehr unterschiedlicher Größe im Süden und Osten des Stadtkerns von Lichtenfels.
Das frühere gemeindefreie Gebiet hatte zum Zeitpunkt seiner Auflösung am 1. Januar 1989 eine Fläche von 1526,68 Hektar. Der mit 1489,57 Hektar überwiegende Teil wurde in die Stadt Lichtenfels eingegliedert, während die restlichen 37,11 Hektar zur Stadt Bad Staffelstein kamen. Zum Stichtag 1. Oktober 1966 betrug die Fläche des gemeindefreien Gebiets noch 1660,23 Hektar.

## Gebietsteile
Langheim zerfiel ursprünglich in vier unzusammenhängende Gebietsteile, die den ehemaligen Forstdistrikten entsprachen, wie aus Karten der Uraufnahme hervorgeht. Diese Forstdistrikte waren weiter in benannte Forstabteilungen gegliedert.

### District I Langheimer Wald
Der Gebietsteil „Langheimer Wald“  ist etwa acht Quadratkilometer groß. Im Süden dieses Gebietsteils liegt das FFH-Gebiet „Südlicher Staatsforst Langheim“ (185,50 Hektar).

### District II Buchrangen
Der Gebietsteil „Buchrangen“  ist etwa 3,4 Quadratkilometer groß. Diese Fläche ist fast vollständig eine Teilfläche des FFH-Gebiets „Waldgebiete Buchrangen und Spendweg“ (651,11 Hektar) und auf ihr liegt das 42 Hektar große Naturschutzgebiet „Kitschentalrangen“.

#### Unbenanntes Flurstück
Kleinster separater Gebietsteil der Gemarkung Langheim ist ein in Ost-West-Richtung über 550 Meter langgestrecktes Flurstück  an einem steilen (30 Meter Höhenunterschied auf eine Distanz von 100 Metern) Waldhang, mit einer Fläche von 3,3 Hektar. Es ist vollständig umgeben von der Gemarkung Oberlangheim. Die Flurkarte der Uraufnahme zeigt, dass dieser kleine Gebietsteil ursprünglich mit dem District II Buchrangen räumlich zusammenhing und speziell Teil dessen Forstabteilung 11 Probstleite war. Später folgte eine räumliche Trennung entlang der neu gebauten Straße zur LIF 22 durch mehrere kleine Flurstücke, die heute zur Gemarkung Oberlangheim gehören.

### District III Spendweg
Der Gebietsteil, der früher als (Forst-) District III Spendweg  bezeichnet wurde, ist etwa drei Quadratkilometer groß. Er liegt im Landschaftsschutzgebiet Fränkische Schweiz – Veldensteiner Forst und ist fast vollständig eine Teilfläche des FFH-Gebiets „Waldgebiete Buchrangen und Spendweg“. Die Nachbargemarkungen sind Lichtenfels, Mistelfeld, Roth, Oberlangheim, Grundfeld und Seubelsdorf.
Durch den Gebietsteil „Spendweg“ und südlich am Gebietsteil „Prügel“ entlang führt der Spendweg, eine ehemalige Chaussee von Klosterlangheim nach Vierzehnheiligen.

### District IV Prügel
Der Gebietsteil „Prügel“  ist etwa einen halben Quadratkilometer groß.  Hierin liegt der 366 Meter hohe Prügelberg.